# Abałak
Abałak (ros. Абалак) – wieś w rejonie tobolskim, obwodzie tiumeńskim Rosji na Syberii. W pobliżu znajduje się jezioro o takiej samej nazwie.

## Historia
W końcu XIX w. wieś i pierwsza stacja na trakcie głównym z Tobolska do Syberii Wschodniej, na prawym brzegu Irtysza; przeprawa promowa. Największa część ludności zajmowała się polowaniem na sobole, uzyskując z tego źródła znaczne dochody.
W miejscowości od 1783 znajduje się męski monaster Abałackiej Ikony Matki Bożej „Znak”. Raz do roku obchodzona uroczystość przeniesienia patronującej mu ikony do Tobolska ściągała wiernych nawet z odległych bardzo okolic. Aleksander von Humboldt, który był świadkiem tego obchodu, podziwiał bogactwo i rozmaitość kobiecych strojów.